# Bahía Tekenika
Bahía Tekenika está situada en la costa este de la isla Hoste entre las penínsulas Pasteur y Hardy en la región austral de Chile.
Administrativamente pertenece a la comuna de Cabo de Hornos en la provincia Antártica Chilena, en la Región de Magallanes y la Antártica Chilena y su mitad oeste forma parte del parque nacional Alberto de Agostini.
Desde hace aproximadamente 6000 años sus costas fueron habitadas por el pueblo yagán o yámana. A comienzos del siglo XXI este pueblo había sido prácticamente extinguido por la acción del hombre blanco.

## Toponimia
La palabra teke nika significa difícil de ver o entender en el idioma yagán. Como describe Esteban Lucas Bridges, terrateniente de Tierra del Fuego, y "el tercer nativo blanco de Ushuaia":

"En todos los mapas de este país, tanto españoles como ingleses, figura el nombre de Tekenika para cierta ensenada de la isla de Hoste. Los indios no tienen tal nombre para ése ni para otro lugar. Esa palabra significa en su idioma: difícil de ver o entender. Sin duda, la bahía fué señalada a un indio, y cuando le preguntaron cómo se llamaba contestó: "teke uneka", que significa: no comprendo lo que usted quiere decir. Y así fué inscripto el nombre Tekenika."

## Historia
Sus costas fueron recorridas por los yámanas desde hace más de 6000 años hasta mediados del siglo XX. A comienzos del siglo XXI este pueblo había sido prácticamente extinguido por la acción del hombre blanco.
A fines del siglo XVIII, a partir del año 1788 comenzaron a llegar a la zona los balleneros, los loberos y cazadores de focas ingleses y estadounidenses y finalmente los chilotes.
Las siguientes expediciones efectuaron trabajos hidrográficos en el sector de bahía Tekenica:
- 1624 - Jacob l'Hermite, almirante y Hugo Shapenham, vicealmirante, estuvieron un mes con once naves holandesas.
- 1769 - Teniente James Cook con el HMB Endeavour desde bahía Buen Suceso. Tránsito de Venus. Expedición inglesa.
- 1789 - Alejandro Malaspina con la Descubierta y la Atrevida. Expedición española.
- 1830 - Robert Fitz Roy con el HMS Beagle. Expedición inglesa.
- 1882 - Louis-Ferdinand Martial con La Romanche. Expedición francesa.[6]

En 1892 la South American Missionary Society, una sociedad religiosa anglicana, estableció una misión en la bahía. Construyeron  casas para los yaganes, plantaron semillas y trajeron animales. Inicialmente la misión reunió casi 200 nativos pero con el tiempo estos fueron disminuyendo por las enfermedades. En 1907 los misioneros cerraron la misión y se trasladaron a Río Douglas en la isla Navarino.

## Ubicación
Está ubicada en la costa este de la isla Hoste entre las penínsulas Pasteur y Hardy. Es un brazo de mar de aproximadamente 20 nmi de largo que se interna en la isla.
Su boca de 5 nmi de ancho se abre entre el cabo Webley de la península Pasteur y la punta Escala de la península Hardy.

## Características geográficas
Su clima es marítimo con temperaturas parejas durante todo el año. El viento predominante es del oeste. El mal tiempo es permanente. Es de aguas profundas. Navegable por todo tipo de buque.
Sus costas están rodeadas de montañas elevadas. Las de la ribera norte están siempre cubiertas de nieve y con ventisqueros que terminan a unos 200 metros de altura sobre el mar.  Cerca del fondo se alza una cumbre notable de 917 metros llamada La Corona por rematar en varios picachos agudos y empinados que semejan una corona.
Un istmo bajo y angosto la separa del estero Doze del seno Año Nuevo por el que los nativos transitaban arrastrando sus embarcaciones. En la costa sur de su entrada se abren las bahías Concepción, Allen Gardiner y Navidad. La primera y la última son pequeñas y no tienen utilidad como fondeaderos.